# Crut
Crut är en popgrupp från Jönköping i Sverige. Bandet är främst känt för låten Håå Vee som fortfarande är den dominerande hejarklackslåten vid HV71:s hemmamatcher. Låten skrevs på beställning och gavs ut första gången 1981. En nyinspelning gjordes 1992 och blev mer populär.

## Medlemmar[4]
- Staffan Hagberg
- Mats Danielsson
- Staffan Schön
- Björn Hansson